# Born This Way
Born This Way é o segundo  álbum de estúdio da cantora e compositora norte-americana Lady Gaga. Foi lançado a 23 de Maio de 2011 e distribuído pela Interscope Records. Born This Way é notavelmente diferente dos álbuns anteriores de Gaga, como incorpora uma vasta gama de elementos de vários géneros musicais, inclusive a ópera, o heavy metal, o disco e o rock and roll, e funde os elementos com sons de electropop e dance. Também é fortemente inspirado pelo synthpop e pela música electrónica das décadas de 80 e 90. Na gravação das canções, Gaga trabalhou com vários produtores, incluindo RedOne, Fernando Garibay, Jeppe Laursen e DJ White Shadow, e contou com a participação de artistas como Clarence Clemons e Brian May. Com Born This Way, a cantora teve mais controle de sua direcção musical e composição.
De Born This Way surgiram cinco singles. A faixa homónima alcançou o topo das tabelas de trinta e um países, incluindo os Estados Unidos, onde tornou-se o terceiro single de Gaga a atingir o pico nessa posição. Ele tornou-se o single com a venda mais rápida da história da iTunes Store, tendo vendido mais de um milhão de cópias nos seus primeiros cinco dias. "Judas" atingiu o pico entre as dez melhores colocações de dezanove países, incluindo os EUA. "The Edge of Glory" tornou-se em pouco tempo o terceiro single do álbum devido a boas vendas no iTunes. Estreou no número três nos EUA e liderou as tabelas do Brasil, Eslováquia, Coreia do Sul e Japão. "Yoü and I" estreou nos Estados Unidos no número trinta e seis, tendo mais tarde atingido o pico no número seis. "Marry the Night" estreou na tabela nacional no número setenta e nove, e no Canadá no número noventa e nove. "Hair" foi lançado como o único single promocional do disco.
Considerado um dos álbuns mais esperados de 2011, foi recebido com opiniões positivas pela crítica contemporânea especialista, que elogiou os vocais da artista e os estilos musicais variados do álbum. Porém, o uso repetitivo da palavra "Jesus", bem como o emprego de sinos de igreja e vozes de monge em muitas das faixas, provocaram reacções negativas de algumas sociedades cristãs, incluindo as do Líbano, onde Born This Way foi temporariamente banido. Apesar de tais conflitos, o disco liderou as tabelas em vinte e três países. Estreou no topo nos EUA, com a primeira semana de vendas igual a um milhão e cento e oito mil cópias. Mais de 430 mil destas vendas foram a um preço especial de USD 0,99, que a Amazon.com ofereceu por dois dias durante a primeira semana de lançamento do álbum.

## Antecedentes
Os primeiros indícios do álbum surgiram em Março de 2010, quando Gaga revelou em entrevista à MTV britânica que já havia terminado de escrever o tema central do mesmo, afirmando ser "sem dúvida [...] o meu melhor trabalho até hoje. É uma libertação total." A produção concluiu-se três meses depois enquanto a cantora ainda estava na digressão The Monster Ball Tour, porém, embora muito animada com o projecto, a artista declarou que o mesmo não seria lançado até 2011, mas prometeu que seria o álbum da década e ainda "o hino da nossa geração. Ele inclui a melhor música que eu já escrevi. ...prometo a você que este álbum é o maior da minha carreira." O título do disco foi anunciado em Setembro de 2010 quando Gaga venceu na categoria "Vídeo do Ano" por "Bad Romance" na cerimónia dos prémios de vídeos musicais da MTV. "Born This Way é a minha resposta para muitas questões ao longo dos anos: Quem é você? De que fala você? [...] O tema mais supremo na gravação é eu tentando entender como posso existir como mim própria como alguém que vive entre a fantasia e a realidade ao mesmo tempo," afirmou Gaga em entrevista à MTV.

## Lançamento

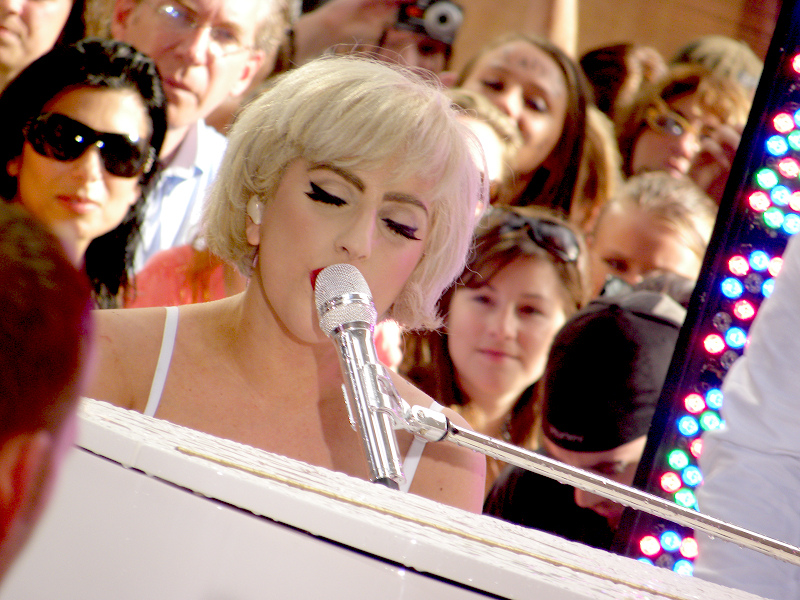
A artista a interpretar "Yoü and I" no The Today Show a 9 de Julho de 2010.

Das dezassete faixas gravadas para o álbum, quatorze delas seriam inclusas na versão padrão e as três restantes seriam lançadas em uma edição deluxe exclusiva para a Target. Contudo, a parceria com a empresa foi terminada devido a uma doação de 150 mil dólares desta última à organização anti-homossexual Minnesota Forward. As datas de lançamento do álbum foram anunciadas na véspera de Ano Novo, com previsão para 23 de Maio de 2011. "Yoü and I" foi o primeiro tema a ser estreado, na manhã de 9 de Julho de 2010 no The Today Show, diante de uma multidão de aproximadamente vinte mil pessoas. Apesar da canção já ter vindo a ser interpretada desde concertos da The Monster Ball Tour, a intérprete afirmou que esta não era um indicativo da sonoridade do novo álbum. A 2 de Março foi revelada a obra "Government Hooker" e ainda realizada uma ante-estreia de uma versão remixada de "Scheiße" no desfile de moda de Thierry Mugler, para o qual Gaga havia sido nomeada directora musical. A faixa "Marry the Night" foi lançada no jogo virtual FarmVille a 17 de Maio, seguida por "Electric Chapel" no dia seguinte, e "Fashion of His Love" no dia após este. O remix do DJ White Shadow desta canção tornou-se disponível no Farmville, bem como "Government Hooker", "Americano", "Scheiße", "Bad Kids", "Yoü and I" e "Born This Way (Jost & Naaf Remix)", e foram transmitidas online entre 20 e 23 de Maio de 2011.
Internacionalmente, Born This Way estreou a 18 de Maio de 2011 no Spotify de países europeus, assim como na página online do jornal britânico Metro. O Amazon.com vendeu a versão padrão do disco por 0,99 dólares na data de lançamento, para promover o seu serviço de Cloud Drive nos Estados Unidos.
"O álbum é a união da música electrónica com melodias com muitas batidas de dança. Está terminado e tudo, [agora] é simplesmente ajuste de afinação a tudo. É como um tipo de etapa pós-operatória do álbum. Já fiz a cirurgia de coração inteiro. Estou apenas costurando-me novamente. Liricamente, acho que este álbum é mais poético. É realmente escrito pelos fãs, que realmente escreveram isso para mim, pois toda noite eles canalizam muito em mim. Então eu escrevi para eles. Born This Way é toda sobre os meus little monsters e também sobre mim, mother monster."
— Gaga em entrevista à coluna Newsbeat da BBC.
A capa de Born This Way foi revelada a 15 de Abril de 2011 e apresenta a cantora fundida em uma motocicleta. O seu nome não aparece — o único texto, o nome do álbum, está presente na parte superior. A capa foi recebida com opiniões negativas por parte de críticos e fãs. Sean Michaels, do The Guardian, achou que "... se parece mais com um trabalho de Photoshop barato do que de um dos álbuns mais esperados do ano... foram-se os óculos futuristas, os cortes de cabelo assimétricos, até mesmo os chifres mágicos de Gaga, ao invés, uma moto mutante com os braços e cabeça de Gaga, além de uma fonte de texto cromado de porcaria." Michaels fez referência a várias mensagens de fãs no fórum oficial de Gaga que expressavam o seu desagrado pelo trabalho. Andrew Martin, da Prefix Magazine, descreveu a capa como "uma rejeição do último filme Terminator," assim como Rick Porter, do Zap2it, que acrescentou que ela é "estranha" e muito diferente das capas dos seus lançamentos anteriores. Tris McCall, do The Star-Ledger, achou que foi "uma das piores artes relacionadas com CD alguma vez feita." A capa da versão especial de Born This Way foi lançada dois dias depois e é um recorte da imagem da versão padrão que apresenta apenas a cabeça da artista. Os nomes da artista e do disco aparecem no canto superior esquerdo, digitadas na fonte Impact, com o nome do álbum destacado com fundo branco e letras pretas. Nenhuma das palavras "especial" ou "deluxe" aparecem, conforme a vontade de Gaga.
Em Maio de 2021, como uma celebração ao décimo aniversário do álbum, foi anunciado um relaçamento intitulado Born This Way Reimagined. Lançado a 25 de Junho, consiste de um disco adicional que contém faixas reconcebidas por artistas LGBT e aliados à comunidade, tais como Big Freedia em "Judas", Orville Peck em "Born This Way (The Country Road Version)", e Kylie Minogue em "Marry the Night".

## Estrutura musical e conteúdo lírico

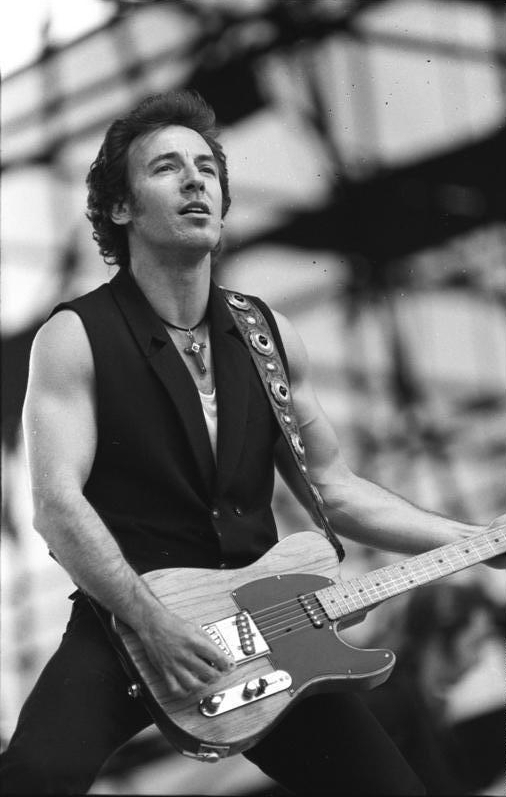
Canções como "Marry the Night", "Hair", "Highway Unicorn (Road to Love)" e "The Edge of Glory" contêm influências de Bruce Springsteen.

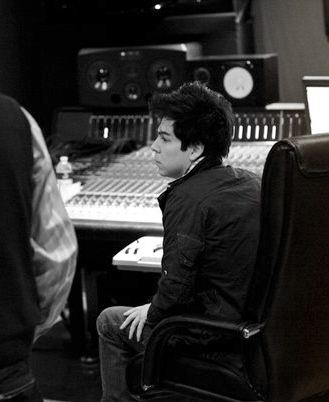
Fernando Garibay, frequente colaborador de Gaga, trabalhou em onze faixas de Born This Way.

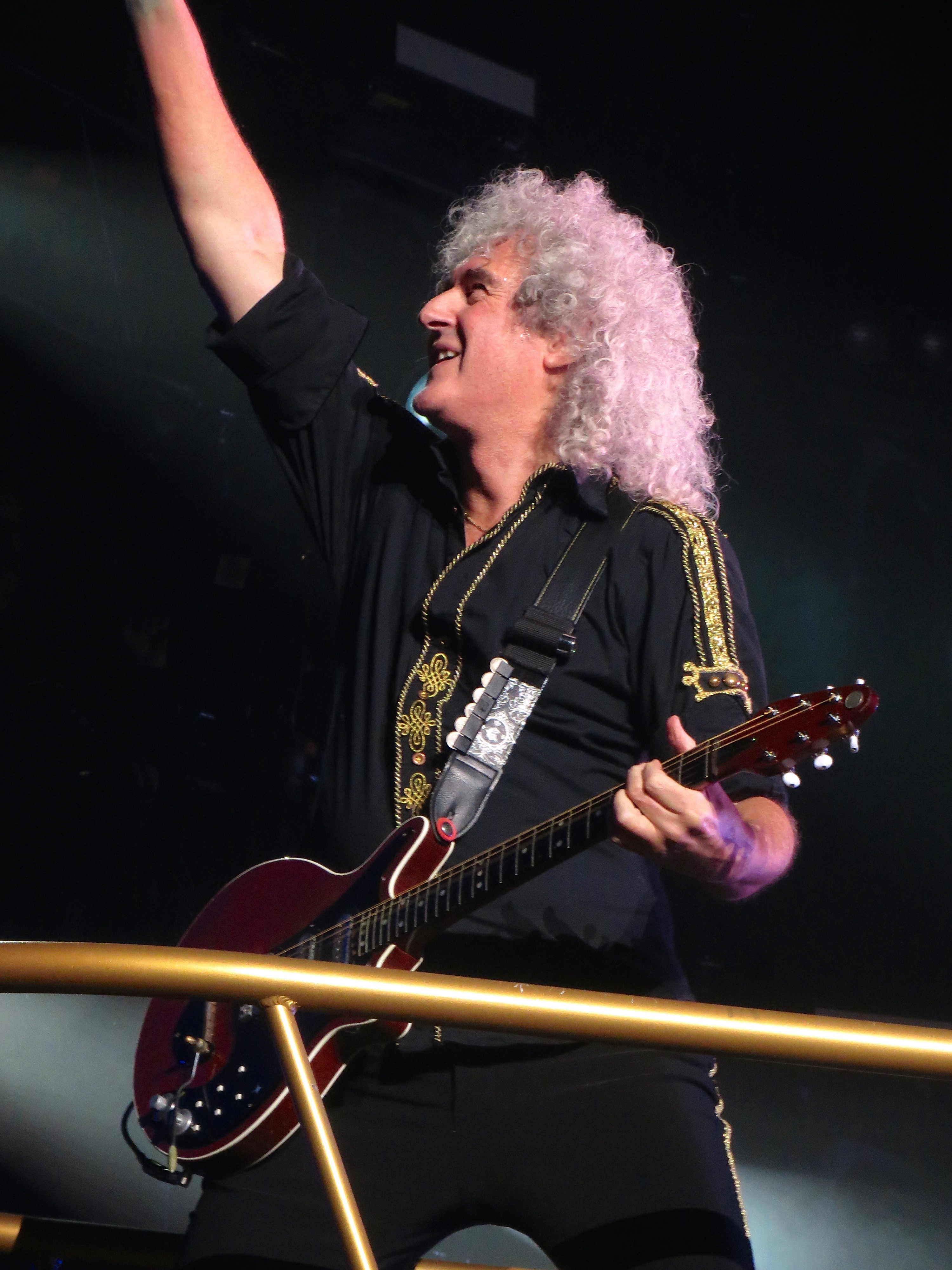
Brian May, guitarrista da banda Queen, tocou uma guitarra eléctrica em "Yoü and I", faixa na qual usou uma amostra de "We Will Rock You".

Em termos de composição musical, embora composto principalmente por músicas dance de ritmo moderado, Born This Way é um afastamento dos trabalhos anteriores de Gaga, que consistiam em electropop, house e dance-pop, enquanto este incorpora uma ampla gama de géneros, inclusive ópera, new wave e mariachi, além de apresentar uma maior variedade de instrumentos e estilos.
O álbum abre com "Marry the Night", uma homenagem dance-pop à Cidade de Nova Iorque com batida house influenciada por disco, techno e funk. A faixa seguinte, "Born This Way", é um tema com sonoridade eurodisco cuja instrumentação inclui um órgão e conteúdo lírico aborda a igualdade e incentiva o ouvinte a perseguir os seus sonhos. Composta por Gaga e Jeppe Laursen, foi bastante comparada a "Express Yourself" de Madonna. A terceira canção, "Government Hooker", inclui elementos de ópera, e melodia techno/trance/música industrial, bem como influências de hip hop nas batidas. "Judas" é uma obra influenciada por música industrial sobre traição influenciada pela personagem bíblica homónima,
Além de "Marry the Night", seis outras faixas do álbum foram gravadas no estúdio do autocarro da digressão The Monster Ball Tour: "Americano", "Hair", "Scheiße", "Bloody Mary", "Bad Kids" e "Highway Unicorn (Road to Love)". A primeira é uma obra essencialmente pop que incorpora fortemente o mariachi. Suas letras abordam o "Sonho Americano" e contêm vários assuntos religiosos, culturais e políticos, inclusive a Lei de Imigração do Arizona, a Arizona SB 1070, uma medida extremamente rígida implantada contra a imigração ilegal para aquele estado. A seguir vem "Hair", um tema sobre expressar a liberdade individual através do cabelo com melodia influenciada por rock e heavy metal similar ao popularizado por artistas como Bruce Springsteen, Iron Maiden e Kiss. "Hair", bem como "The Edge of Glory", são obras distinguíveis do resto do álbum pois um saxofone, tocado por Clarence Clemons, pode ser ouvido nelas. Idealizada após Gaga ter passado uma noite de curtição com os seus amigos em uma discoteca em Berlim, "Scheiße" contém letras em alemão e uma mensagem de feminismo, e é acompanhada por uma melodia que incorpora elementos notórios de música techno e electroclash, bem como o eurodisco. "Bloody Mary", a oitava faixa, tem ritmo lento e inúmeras referências religiosas, além de uma melodia influenciada por trance. Um dos seus segmentos inclui um coro vocal masculino inspirado em canto gregoriano. "Bad Kids", a faixa seguinte, é influenciada por heavy metal e synthpop dos anos 1980 com uma batida disco comparada à de obras de Donna Summer e instrumentação acompanhada por piano e guitarras eléctricas características de música rock. O seu conteúdo lírico foi descrito como uma "ode aos jovens delinquentes que atribuem a culpa dos seus falhanços aos seus pais." "Highway Unicorn (Road to Love)", a décima faixa de Born This Way, foi descrita como electropop influenciado por música dance e rock com elementos de música industrial. Gaga revelou que Springsteen foi uma enorme influência enquanto compunha as letras e produzia a faixa. Clemons também tocou o saxofone nesta canção.
"Bem, eu queria levar a música pop para um novo caminho, e você sabe como são as coisas do costume. Eles [os meu fãs] têm se comportado nos últimos dois anos como um culto, um culto de heavy metal. Tenho estado a ouvir metal por um período tão longo, eu fui a muitos concertos diferentes, eu vi Iron Maiden ao vivo e fiquei muito inspirada. E percebi que queria criar um álbum híbrido, uma gravação avant-garde techno-rock que é realmente muito pesada e industrial em uma extremidade, e muito alegre e pop em outra. Por isso, é música pop com uma mensagem muito muito muito forte e muito desconfortável."
— Gaga, em entrevista ao Yahoo!, a abordar a sua inspiração na composição das canções do álbum.
Considerada a "faixa mais eléctrica e futurista do álbum" devido a sua produção baseada em sintetizadores e batidas electro-industriais, "Heavy Metal Lover" é um tema electropop/synthpop cujo conteúdo lírico contém várias referências sexuais implícitas, nas quais a cantora chama pelo seu "amante de heavy metal," especulado ser o seu ex-namorado Lüc Carl. "Heavy Metal Lover" foi a última canção a ser gravada para Born This Way e nem sequer estava quotada para fazer parte da versão padrão do disco. De seguida vem "Electric Chapel", uma faixa com uma vasta gama de diferentes influências sonoras notórias durante a década de 1980, inclusive o heavy metal e o jazz. A artista declarou que canalizou a banda Duran Duran enquanto gravava a faixa, cuja letra combina questões sobre amor monogámico, sexo e pureza espiritual. Em uma entrevista, o conceito de "capela eléctrica" foi descrito por si como "um lugar onde os fãs vão à procura de amor." Co-produzida por Robert John "Mutt" Lange, "Yoü and I" é uma balada rock and roll de ritmo lento com elementos de country rock e instrumentação consistente em piano e guitarra eléctrica tocada por Brian May, guitarrista dos Queen, que usa uma amostra de "We Will Rock You". Gaga descreveu May como "alguém lendário". "The Edge of Glory" é a faixa de encerramento do disco e a principal inspiração de Gaga ao compô-la foi a morte do seu avô em Setembro de 2010, que ela afirmou tê-la afectado profundamente. Acompanhada por um solo de saxofone por Clemons, tem uma melodia semelhante a trabalhos de Springsteen e contém várias qualidades similares a obras musicais de adult contemporary da década de 1980.
Três faixas bónus foram inclusas na versão especial de Born This Way. "Black Jesus † Amen Fashion", fruto de uma colaboração com DJ White Shadow, é um tema pop com elementos notáveis de música electrónica e instrumentação simples consistente em teclado, bateria, baixo, entre outros. O seu conteúdo lírico contém referências à moda, religião e a Cidade de Nova Iorque. A sua sonoridade foi comparada a obras lançadas por de Madonna e pela dupla Justice na década de 1980. Uma das primeiras faixas compostas para Born This Way, "Fashion of His Love" é uma obra dance-pop cujo conteúdo lírico contém uma referência ao falecido estilista britânico Alexander McQueen, que era um grande amigo da cantora. A sua instrumentação recebeu comparações a "I Wanna Dance With Somebody (Who Loves Me)", canção de Whitney Houston. A última das faixas bónus é "The Queen", uma das onze colaborações com Garibay. Musicalmente, é disco com elementos notáveis de rock e instrumentação simples consistente em teclado, sinos, guitarras eléctricas, entre outros. O seu conteúdo lírico foi visto por analistas musicais como contendo referências à valentia, feminismo e também a McQueen. A voz de Gaga em "The Queen" foi comparada à da artista Gwen Stefani e a sua produção comparada à de "The Edge of Glory".

## Repercussão

### Recepção crítica
| Críticas profissionais | Críticas profissionais |
| Pontuações agregadas   | Pontuações agregadas   |
| Fonte                  | Avaliação              |
| ---------------------- | ---------------------- |
| Metacritic             | 71/100                 |
| Avaliações da crítica  |                        |
| Fonte                  | Avaliação              |
| About.com              | [ 61 ]                 |
| AllMusic               | [ 62 ]                 |
| The A.V. Club          | B                      |
| Jam!                   | [ 64 ]                 |
| Los Angeles Times      | [ 65 ]                 |
| PopMatters             | [ 66 ]                 |
| Robert Christgau       | A-                     |
| Tampa Bay Times        | B+                     |
| USA Today              | [ 69 ]                 |
| Yahoo! Music           | [ 70 ]                 |

No geral, Born This Way recebeu críticas positivas pelos críticos especialistas em música contemporânea, com o Metacritic, um sítio musical agregador que atribui uma classificação normalizada de cem a cada opinião dos críticos de música mainstream, atribuiu ao álbum uma média de pontuação de 71, com base em 32 comentários, o que significa "opiniões geralmente favoráveis". Gaga foi exaltada por puxar os seus limites musicais até o "último nível" para criar uma obra "ambiciosa" e por "reavivar" a música pop. A nostalgia descarada da obra foi apontado como o aspecto mais ousado do disco. Além disso, vários elementos fizeram com recebesse comparações a trabalhos de artistas como Bonnie Tyler, Grace Jones, e Kate Bush. O sentimento de orgulho americano foi comparado ao álbum Sam's Town de The Killers. "Bloody Mary", "Yoü and I", "Americano", "Government Hooker", "Born This Way", "Heavy Metal Lover", e "Marry the Night", foram apontadas como faixas de destaque do álbum. No entanto, embora alguns resenhistas tenham achado que o disco "começa e termina muito próximo da perfeição," a obra "descomunal" foi criticada pela sua exaustividade, com uma crítica musical comentando que "poderia ter sido resumido em doze excelentes canções." Gaga foi igualmente criticada pelas tentativas de imitar o estilo musical de artistas populares ao longo da década de 1980, como David Bowie e Madonna, a quem a artista vem sendo comparada desde o início da carreira.
"Minha primeira impressão é esta: Born This Way é um álbum enorme. É valente e audaz, e um pouco tonto às vezes, mas Gaga leva tudo perfeitamente. [...] É algo para todos," escreveu James Montgomery, para a MTV. A publicação espanhola da Rolling Stone comentou que "houve tanto barulho que quando o fim chega, este disco fica com um gosto antiquado." Contudo, "apesar de bruto, Born This Way é variado e divertido às vezes." Entretanto, na publicação argentina da revista, Diego Mancusi descreveu Born This Way como "pura [música] sintetizada dos anos 80 ideal para um canto inglês de merda que assenta em auto-tune." Um resenhista da revista Spin achou que "[o álbum] faz um argumento convincente de que Gaga está a evoluir para a nossa estrela pop mais surrealmente brilhante," enquanto Adam Markovitz, para a Entertainment Weekly, classificou o álbum como "gratificante, mas descontroladamente desigual." Escrevendo para o Allmusic, Stephen Thomas Erlewine criticou a cantora por "nunca deixar as habilidades de compositora escaparem nem por tão pouco", mas elogiou a "sensibilidade" de Gaga na composição e a sua "destreza considerável em entregar o básico." Darryl Sterdan, para o Jam!, comentou: "Se a sua ideia do paraíso são hinos de disco complicados de tum-tum polvilhados com letras absurdas de apertar botões e acenos ruidosos a artistas como Madonna, Queen, Def Leppard, Elton John e até Bruce Springsteen, o disco de uma hora de duração será a sua salvação." Em seu guia do consumidor para o MSN Music, Robert Christgau viu o álbum como não emparelhado com The Fame ou The Fame Monster, mas acrescentou que "ambos continuam a crescer, e com seu ímpeto louco e temáticas malucas, este poderia também."
Greg Kot, para o Chicago Tribune, sentiu que o álbum foi feito às pressas e soa como "uma grande artista a correr contra o tempo para agradar a todos o tempo todo." Randall Roberts, do Los Angeles Times, criticou a faltou inovação por parte de Gaga, afirmando que a "aventura musical não é um de seus pontos fortes. [...] Ela é nada subtil em sua mensagem, nada subtil em seu vestido, e mais importante, nada subtil esteticamente. [...] Se Gaga tivesse passado tanto tempo a empurrar as fronteiras musicais, Born This Way teria sido muito melhor sucedido." James Reed, para o The Boston Globe, chamou o álbum de "o momento mais vazio na música pop neste ano," enquanto Chris Richards, do The Washington Post, achou que "... no seu pior, parece-se com as sobras de algumas bandas sonoras reaquecidas de filmes dos anos 80." Embora tenha elogiado o alcance vocal de Gaga, o The Independent criticou a diversidade e afirmou que "quanto mais amplo ela estende suas armadilhas musicalmente, menos distintiva a sua arte se torna." Evan Sawdey, do PopMatters, apelidou o trabalho de "o seu álbum mais fraco até hoje" devido aos "temas e batidas extremamente repetitivas." Rich Juzwiak, do The Village Voice, comentou que "o sentimento de 'nós-iremos-superar' de Gaga é expresso da forma mais eficaz através da utilização igualitária de batidas de house do que através de seus slogans banais e [não] perspicazes." Kitty Empire, para o jornal The Guardian, escreveu: "Muitas canções aqui foram criadas de géneros radicalmente diferentes e colocadas juntas para uma geração com défice de atenção: uma canção pode iniciar com um interlúdio de um género, seguir de um verso para outro, ir de novo para um pré-refrão supresa, acompanhado de um refrão de levantar o punho, antes de inserir um middle eight grave." Um resenhista da Time Out questionou-se sobre o efeito que "um trabalho feito tão bem para impacto máximo na pista de dança" teria fora da discoteca." Claire Suddath, para a Time, descreveu a experiência como fraca pois Gaga "confia muito em sintetizadores e efeitos vocais, que suavizam todas as suas arestas até ela soar como uma versão eurodance de Madonna ('Scheiße'), Sister Sledge ('Born This Way') ou Whitney Houston nos seus primeiros estágios ('Fashion of His Love')." "Born This Way tem o seu mérito e irá definitivamente fazê-lo querer mover. Eu queria apenas que fosse muito mais. [...] Eu esperava que a sua música soasse tão interessante como ela parece," comentou ela. Channing Freeman, para o Sputnikmusic, sentiu que "não há grande coisa aqui. [...] as músicas do disco soam como Gaga, mas são mais abrasivas, menos focadas, e isso não é uma coisa boa. [...] a criatividade desapareceu, modificada a favor de vocais balbuciantes distorcidos e electrónicos que gritam títulos de canções por vezes sem conta."
Joanna Holcombe, para o Yahoo! Music, escreveu que o som de Born This Way "é uma progressão natural dos seus estilismos originais e liricismo". Embora tenha achado este o trabalho mais desafiante de Gaga na sua resenha para o HitFix, Melinda Newman não sentiu empatia para com o álbum e achou os refrães repetições de outras obras, comparando o de "Judas" com os de "Bad Romance" e "Paparazzi". "Eu admiro muito Born This Way, eu só desejo ter gostado mais," comentou Newman. Sean Daly, para o Tampa Bay Times, classificou Born This Way como "tedioso mas não terrível. De facto, é vivo, forte e arrojado. Que pena que não se nota isso em todo o álbum." Daly condenou a intérprete por copiar a música e traje de Madonna "em vez da sua habilidade subestimada: sobrevivência." Para Peter Buchanan do portal Examiner.com, "Born This Way é o pior álbum por uma grande superestrela desde que Madonna lançou American Life há quase uma década," explicando que a causa principal é a tentativa esforçada de Gaga de emular Madonna e os resultados "desesperados" disto. Craig Jenkins, para a Prefix Magazine, criticou Gaga por deixar as canções serem influenciadas pelos seus "cometimentos conceituais arrogantes." No Brasil, Léo Ribeiro, para o blogue Yes Pop!, achou que este não foi um dos melhores álbuns de Gaga e destacou as faixas "Heavy Mental Lover", "Scheiße" e "Bad Kids" como as melhores, dizendo: "Esse álbum tem algo diferente dos outros aonde Gaga vinha com um instinto dance em suas canções. Dessa vez ela trouxe um lado seu que expressa em todas suas músicas, seja ela em questão de religião ou de si própria. Os ritmos de músicas de igreja se misturam com o ritmo pop, fazendo assim um novo tipo de música... Gaga soa em suas canções como uma motoqueira viajante com suas verdades e isso pode criar uma grande rejeição de fãs e ter novos fãs gostando desse novo som." Ribeiro terminou a resenha dando ao álbum uma avaliação de 7,5 a partir de uma escala de 10.

### De grupos religiosos e censura em países
Vários grupos religiosos condenaram o álbum, em particular, pela incorporação de ícones religiosos do Cristianismo e pela acomodação da sexualidade. No Líbano, o projecto foi temporariamente banido pelo Departamento do Secretário Geral, que afirmou que o álbum tem mau gosto e goza do Cristianismo. Abdo Abu Kassm, director do Centro da Informação Católica do Líbano, criticou severamente os temas do álbum, expressando que "se eles nos vão ofender, nós vamos suspender o álbum. [...] Nós não iremos aceitar que alguém insulte a Virgem Maria ou Jesus ou o Cristianismo. [...] Chamem-nos de tradicionais, chamem-nos de antiquados, chamem-nos do que quiserem. Nós não iremos aceitar isso." Este banimento durou até 9 de Junho. Na Malásia, onde a homossexualidade é considerada uma ofensa criminal, o governo criticou o álbum pela acomodação da sexualidade e do feminismo. Após o lançamento da faixa homónima, as estações de rádio por todo o país editaram várias partes dela, como o ordenado pelo governo. Rosnah Ismail, o vice-ministro da Universidade Malaysia Sabah, condenou a canção, opinando: "O Islão proíbe isto. Nós temos que nos habituar às leis do país." O vídeo musical de "Judas" foi criticado por Bill Donahue, o presidente da Liga Católica, principalmente pela representação de Maria Madalena por Gaga. Pouco tempo após o seu lançamento, "Judas" foi também banido no Líbano.
"Eu acho Gaga irrelevante. Ela pensa que vai ser inovadora. Ela está a tentar arrancar o idolatrismo Cristo para aumentar as suas apresentações mundanas, chatas e com falta de talento. Outra ex-Católica cuja cabeça está desviada. Isto é uma acrobacia. Pessoas têm talento, e depois vem Lady Gaga. Esta será a única maneira de sabotar a sua actuação?"
— Bill Donahue na análise do vídeo de "Judas".
No entanto, nem todos grupos religiosos reagiram negativamente ao álbum. Helen Lee, do Busted Halo, sentiu que Gaga estava a "espalhar a [boa] nova de Jesus Cristo, quer intencionalmente quer não. [...] Os seus pensamentos sobre o celibato, força pessoal, e individualismo, são certamente audíveis [...] e muito mais compelativo é o que ela tem a dizer sobre a natureza humana e o sofrimento humano."

### Reconhecimento
A Rolling Stone, na lista dos "50 Melhores Álbuns de 2011", classificou-o em sexto lugar, escrevendo que "nenhum dos exercícios anteriores de Gaga de aumentar o tamanho musical preparou-nos para este tipo de extravagância". O The Guardian, na lista dos "Melhores Álbuns de 2011", listou Born This Way no número trinta e um. A Slant Magazine colocou o disco no terceiro lugar da lista dos "25 Melhores Álbuns de 2011", chamando-o de um "magnum opus" e descrevendo-o como uma "ode sincera aos corações ofuscados dos intrusos do passado e presente". Além disso, a MTV classificou-o como o décimo melhor álbum de 2011, alegando que é "o primeiro álbum pop multi-nacional e multi-sexual do nosso tempo", e chamou-lhe de "a sua afirmação mais grandiosa até à data". O About.com listou Born This Way como o segundo álbum mais pop de 2011, afirmando que é um "marco pop" e uma "montanha-russa louca de música". A revista Spin listou Born This Way como o vigésimo nono melhor álbum do ano de 2011, assim como o melhor álbum pop do ano. Em Fevereiro de 2012, a NME publicou a lista dos "Álbuns Mais Pretensiosos de Todos os Tempos", posicionando a obra no topo.

### Prémios e nomeações
Born This Way recebeu nomeações em onze cerimónias de entrega de prémios para treze categorias. Em 2011, foi nomeado para "Álbum Pop/Rock Favorito" nos American Music Awards, e venceu as categorias "Melhor Álbum Dance/Electrónico" e "Melhor Álbum" nos Billboard Year-End Charts Awards e Virgin Media Music Awards, respectivamente. Em 2012, venceu a categoria "Álbum Adult Contemporary do Ano" nos Billboard Japan Music Awards, "Álbum do Ano" e "Álbum Estrangeiro do Ano" nos Japan Gold Disc Awards, e "Álbum Favorito do Ano" nos People's Choice Awards. O disco recebeu duas nomeações nos Grammy Awards: "Álbum do Ano" e "Melhor Álbum Pop Vocal". Porém, perdeu em ambas para 21, de Adele. Em território internacional, recebeu uma nomeação para os Premios Oye! na categoria "Álbum do Ano", e para os JUNO Awards na categoria "Álbum Internacional do Ano". Contudo, nem todas as nomeações foram favoráveis, como a na categoria "Pior Álbum" nos NME Awards, que perdeu para Under the Mistletoe, de Justin Bieber.

## Promoção e divulgação

### Singles

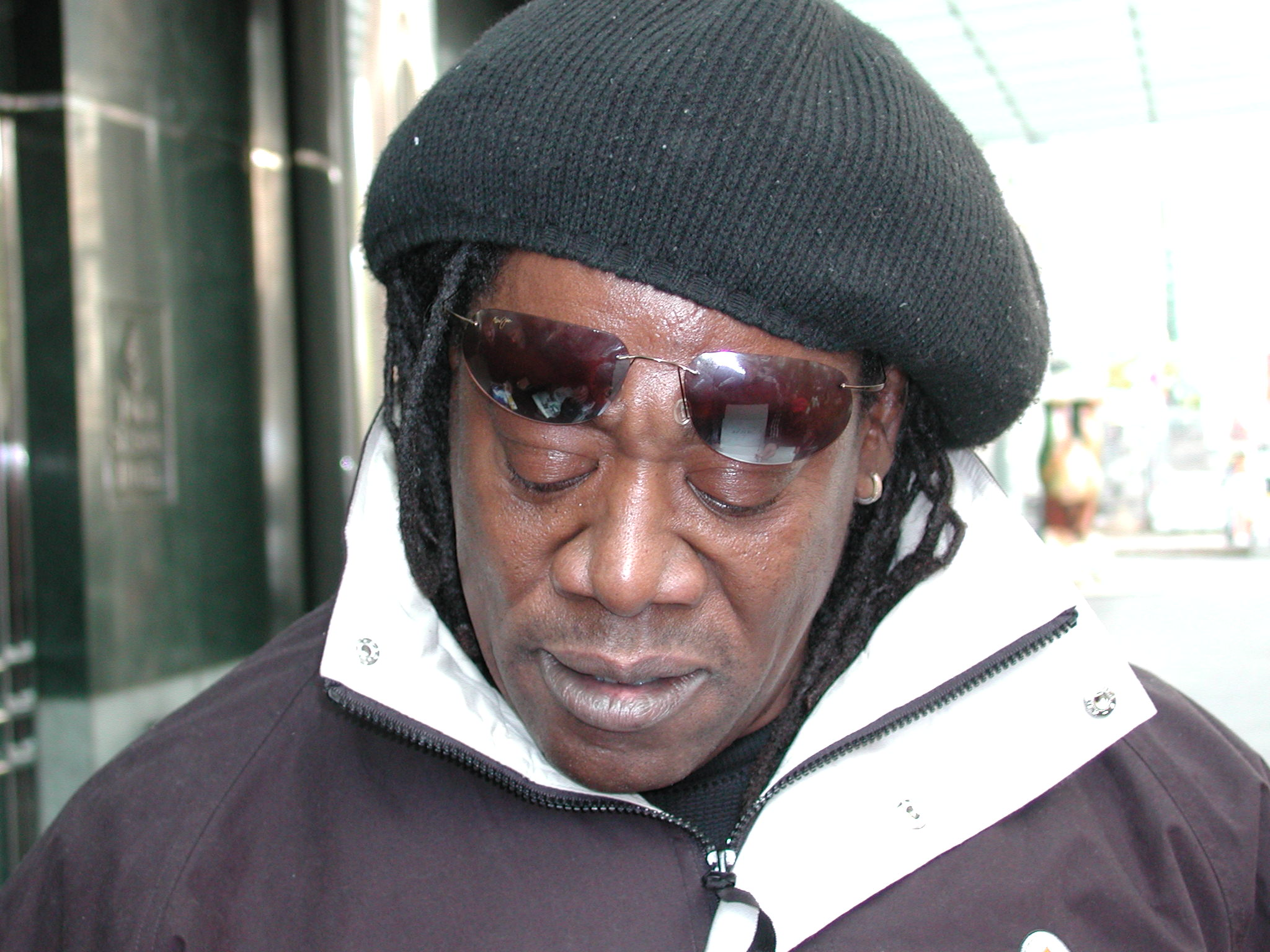
Clarence Clemons fez uma participação em "The Edge of Glory", bem como no seu vídeo musical, a tocar um saxofone.

O primeiro single foi a faixa-título. Declarada pela MTV como o "hino dos marginalizados", foi recebida com opiniões mistas pela crítica especialista, que notou semelhanças com "Express Yourself" e elogiou-a pela sua "dançabilidade". Nos EUA, tornou-se no terceiro número um de Gaga e, ao redor do mundo, alcançou o primeiro posto em mais de vinte países, quebrando várias barreiras de vendas digitais e entradas nas rádios, tendo sido o single com venda mais rápida da história da iTunes Store naquele momento. "Judas" foi confirmada por Gaga como o segundo single em Fevereiro de 2011 no American Top 40. Embora grande parte da sua recepção crítica tenha sido favorável, alguns analistas repudiaram-na pelas semelhanças à "Bad Romance" e "Poker Face". Atingiu a primeira posição da tabela de singles da Coreia do Sul e posicionou-se dentro dez melhores colocações de vários outros países, incluindo os EUA.
Embora inicialmente divulgada a 9 de Maio de 2011 como um single promocional, "The Edge of Glory" rapidamente tornou-se no terceiro single oficial do álbum devido ao seu sucesso nas tabelas do iTunes em todo o mundo. O conteúdo lírico e o saxofone tocado por Clarence Clemons foram elogiados pela crítica. Foi recebida com sucesso comercial elevado, alcançando os dez melhores lugares em dezanove países, inclusive os EUA. O vídeo musical de "The Edge of Glory" é notavelmente simples em comparação a trabalhos anteriores da artista, como não tem coreografia nem bailarinos, e a cantora não varia o vestuário. "Yoü and I", o quarto single, teve a sua estrutura musical amplamente elogiada, além de alcançar um sucesso comercial moderado. "Marry the Night" foi confirmada em Setembro de 2011 como o quinto e último single a ser lançado. Os críticos reagiram positivamente à faixa, bem como o público, que fez com que a canção entrasse nas tabelas musicais de quinze países.
No final de 2022, a música "Bloody Mary" se tornou viral depois de ser usada em vídeos no TikTok, retratando a dança de Wandinha Addams na série de comédia de terror da Netflix, Wednesday, e suas recriações de fãs. Isso resultou em um grande aumento nas reproduções da canção no Spotify. A 2 de Dezembro do mesmo ano, foi enviada para as rádios francesas como single, onze anos após o lançamento oficial do álbum.

### Apresentações ao vivo

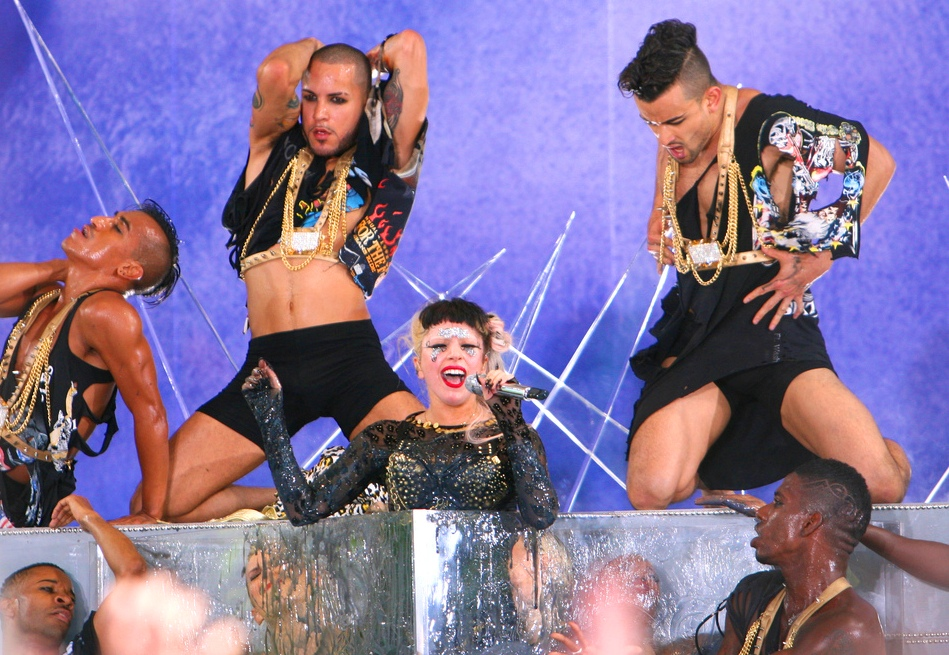
Gaga a interpretar "Born This Way" como parte da série de concertos de verão do Good Morning America.

Gaga apresentou "Born This Way" pela primeira vez a 13 de Fevereiro de 2011 na cerimónia dos prémios Grammy. A 17 de Abril, interpretou "Judas" na discoteca Kennedy Lounge em Tampa, Flórida, bem como no The Ellen DeGeneres Show a 28 de Abril. Quando a canção terminou, a artista fez uma pose e deu um beijo na bochecha da apresentadora do programa.
A 3 de Maio, uma versão acústica de "Americano" foi interpretada na paragem da The Monster Ball Tour em Guadalajara, México. Dois dias depois, Gaga cantou "Yoü and I" e a faixa-título no The Oprah Winfrey Show; nesta apresentação, foram revelados fragmentos da letra da primeira canção anteriormente desconhecidos. A 21 de Maio, a artista cantou o primeiros três singles do álbum no Saturday Night Live. Durante o Festival de Cannes de 2011, Gaga cantou uma versão energética de "Yoü and I" no Le Grand Journal em um palco em frente ao Mar Mediterrâneo. A 15 de Maio, a cantora realizou um concerto no segmento Big Weekend da BBC Radio 1, em Carlisle, Cumbria, no qual além dos três primeiros singles de Born This Way, cantou também "Bad Romance", "Alejandro", "Poker Face", "Telephone", "Just Dance", "Speechless" e "Orange Colored Sky". Dez dias depois, a intérprete, acompanhada por Clemons, apresentou a versão final de "The Edge of Glory" na gala final do American Idol. A 27 de Maio, apareceu no Good Morning America como parte da Série de Concertos de Verão no Central Park. O concerto iniciou com uma apresentação de "Bad Romance" e todas as músicas de Born This Way foram executadas.

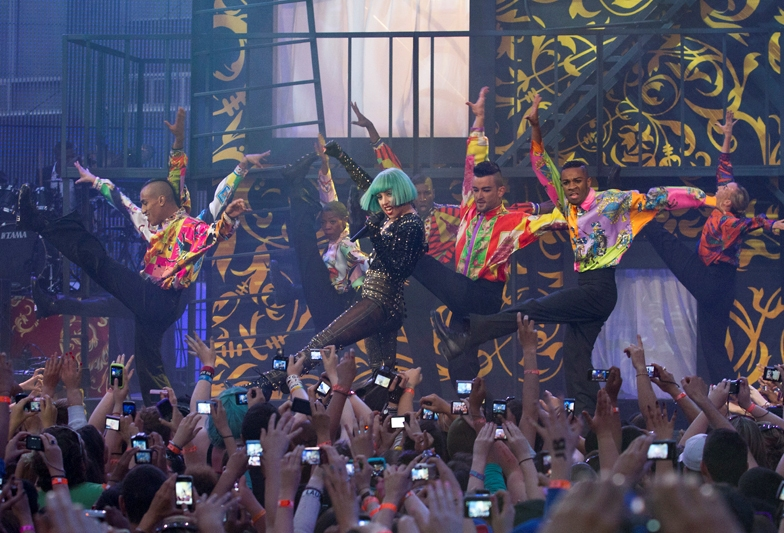
Gaga a interpretar "The Edge of Glory" na cerimónia dos prémios de vídeo do MuchMusic, 2011.

A 9 de Junho, ela se apresentou na gala final do Germany's Next Top Model em Colónia, Alemanha, na qual cantou pedaços de "Scheiße", sentou-se ao piano para tocar "Born This Way" e caminhou ao longo da passarela enquanto cantava "The Edge of Glory". Gaga interpretou "Judas" como uma mistura com "The Edge of Glory" no The X Factor em Paris no dia 14 seguinte. Poucos dias depois, Gaga viajou para Roma para realizar um concerto no Europride. Vestindo um top preto lustroso com uma saia xadrez desenhada por Gianni Versace, apresentou várias canções do álbum, denunciou discriminação contra a comunidade LGBT e expressou o descontentamento em relação a países como a Rússia e a Polónia por suas atitudes em relação à homossexualidade. Ainda na Europa, "Judas", "Hair", "The Edge of Glory" e "Born This Way" foram mais tarde interpretadas no Paul O'Grady Live em Londres. Gaga fez uma aparição na cerimónia dos prémios de vídeo do MuchMusic, onde abriu a apresentação com "The Edge of Glory" terminou com "Born This Way". Enquanto em digressão no Japão, uma versão acústica de "Born This Way" foi apresentada junto com "The Edge of Glory" na cerimónia dos prémios Video Music Aid Japan da MTV. No programa francês Taratata, Gaga fez uma apresentação de "Hair" que foi mais tarde publicada no seu canal do YouTube. Durante suas actuações promocionais das canções de Born This Way em Taiwan, a artista também cantou "Hair" e tocou piano. Depois de ser entrevistada no The Howard Stern Show, Gaga cantou "The Edge of Glory" para fechar o programa a 18 de Julho. Alguns dias mais tarde, "Yoü and I" foi interpretada no Jimmy Kimmel Live! e no The View.
Em Fevereiro de 2017, Gaga interpretou "Born This Way" no concerto da cerimónia do evento desportivo Super Bowl, decorrido em Houston, Texas.

## Alinhamento de faixas
| Versão padrão  |                                  |                                                    |                                                             |         |  |
| N.º            | Título                           | Compositor(es)                                     | Produtor(es)                                                | Duração |  |
| 1.             | "Marry the Night"                | Stefani Germanotta · Fernando Garibay              | Lady Gaga · F. Garibay                                      | 4:24    |  |
| 2.             | "Born This Way"                  | S. Germanotta · Jeppe Laursen                      | Lady Gaga · J. Laursen · F. Garibay · DJ White Shadow       | 4:20    |  |
| 3.             | "Government Hooker"              | S. Germanotta · F. Garibay · P. Blair              | Lady Gaga · DJ White Shadow · F. Garibay* · DJ Snake*       | 4:14    |  |
| 4.             | "Judas"                          | S. Germanotta · Nadir Khayat                       | Lady Gaga · RedOne                                          | 4:10    |  |
| 5.             | "Americano"                      | S. Germanotta · F. Garibay · P. Blair              | Lady Gaga · F. Garibay · DJ White Shadow                    | 4:06    |  |
| 6.             | "Hair"                           | S. Germanotta · N. Khayat                          | Lady Gaga · RedOne                                          | 5:08    |  |
| 7.             | "Scheiße"                        | S. Germanotta · N. Khayat                          | Lady Gaga · RedOne                                          | 3:45    |  |
| 8.             | "Bloody Mary"                    | S. Germanotta · F. Garibay · P. Blair              | Lady Gaga · DJ White Shadow · F. Garibay* · Clinton Sparks* | 4:04    |  |
| 9.             | "Bad Kids"                       | S. Germanotta · J. Laursen · F. Garibay · P. Blair | Lady Gaga · J. Laursen · F. Garibay · DJ Shite Shadow       | 3:50    |  |
| 10.            | "Highway Unicorn (Road to Love)" | S. Germanotta · N. Khayat · F. Garibay · P. Blair  | Lady Gaga · RedOne · F. Garibay · DJ White Shadow           | 4:15    |  |
| 11.            | "Heavy Metal Lover"              | S. Germanotta · F. Garibay                         | Lady Gaga · F. Garibay                                      | 4:12    |  |
| 12.            | "Electric Chapel"                | S. Germanotta · P. Blair                           | Lady Gaga · DJ White Shadow                                 | 4:12    |  |
| 13.            | "Yoü and I"                      | S. Germanotta                                      | Lady Gaga · Mutt Lange                                      | 5:07    |  |
| 14.            | "The Edge of Glory"              | S. Germanotta · F. Garibay · P. Blair              | Lady Gaga · F. Garibay                                      | 5:20    |  |
| Duração total: | Duração total:                   | Duração total:                                     | Duração total:                                              | 61:12   |  |

| Faixa bónus do Reino Unido |                                     |                                                                       |         |  |
| N.º                        | Título                              | Produtor(es)                                                          | Duração |  |
| 15.                        | "Born This Way" (Jost & Naaf Remix) | Lady Gaga · J. Laursen · F. Garibay · DJ White Shadow · Jost & Naaf** | 5:58    |  |
| Duração total:             | Duração total:                      | Duração total:                                                        | 67:10   |  |

| Faixa bónus do Japão |                                           |                                                                    |         |  |
| N.º                  | Título                                    | Produtor(es)                                                       | Duração |  |
| 16.                  | "Born This Way" (LLG vs. GLG Radio Remix) | Lady Gaga · J. Laursen · F. Garibay · DJ White Shadow · Guéna LG** | 3:50    |  |
| Duração total:       | Duração total:                            | Duração total:                                                     | 65:02   |  |

| Faixas bónus da Índia |                                   |                                                                                                |         |  |
| N.º                   | Título                            | Produtor(es)                                                                                   | Duração |  |
| 15.                   | "Born This Way" (Bollywood Remix) | Lady Gaga · J. Laursen · F. Garibay · DJ White Shadow · Salim Merchant** · Sulaiman Merchant** | 4:18    |  |
| 16.                   | "Born This Way" (UK Desi Remix)   | Lady Gaga · J. Laursen · F. Garibay · DJ White Shadow · Culture Shock**                        | 4:07    |  |
| Duração total:        | Duração total:                    | Duração total:                                                                                 | 69:37   |  |

| Faixas bónus de The Tenth Anniversary (Disco 2) |                                                                                           |                                    |         |  |
| N.º                                             | Título                                                                                    | Produtor(es)                       | Duração |  |
| 15.                                             | "Marry the Night" (por Kylie Minogue)                                                     | Biff Stannard · Duck Blackwell     | 4:39    |  |
| 16.                                             | "Judas" (por Big Freedia)                                                                 | Gold Glove · Boyfriend             | 4:07    |  |
| 17.                                             | "Highway Unicorn (Road to Love)" (por The Highwomen, Brittney Spencer e Madeline Edwards) | Lawrence Rothman                   | 3:35    |  |
| 18.                                             | "Yoü and I" (por Ben Platt)                                                               | Michael Pollack · Gian Stone       | 4:42    |  |
| 19.                                             | "The Edge of Glory" (por Years & Years)                                                   | Mark Ralph                         | 3:59    |  |
| 20.                                             | "Born This Way (The Country Road Version)" (por Orville Peck)                             | Orville Peck · Christopher Stracey | 4:18    |  |
| Duração total:                                  | Duração total:                                                                            | Duração total:                     | 60:24   |  |

| Versão especial: Disco 1 |                                  |                            |                             |         |  |
| N.º                      | Título                           | Compositor(es)             | Produtor(es)                | Duração |  |
| 9.                       | "Black Jesus † Amen Fashion"     | S. Germanotta · P. Blair   | Lady Gaga · DJ White Shadow | 3:36    |  |
| 10.                      | "Bad Kids"                       |                            |                             | 3:50    |  |
| 11.                      | "Fashion of His Love"            | S. Germanotta · F. Garibay | Lady Gaga · F. Garibay      | 3:39    |  |
| 12.                      | "Highway Unicorn (Road to Love)" |                            |                             | 4:15    |  |
| 13.                      | "Heavy Metal Lover"              |                            |                             | 4:12    |  |
| 14.                      | "Electric Chapel"                |                            |                             | 4:12    |  |
| 15.                      | "The Queen"                      | S. Germanotta · F. Garibay | Lady Gaga · F. Garibay      | 5:16    |  |
| 16.                      | "Yoü and I"                      |                            |                             | 5:07    |  |
| 17.                      | "The Edge of Glory"              |                            |                             | 5:20    |  |
| Duração total:           | Duração total:                   | Duração total:             | Duração total:              | 73:39   |  |

| Versão especial: Disco 2 |                                                |                                                       |         |  |
| N.º                      | Título                                         | Produtor(es)                                          | Duração |  |
| 1.                       | "Born This Way" (The Country Road Version)     | Lady Gaga · J. Laursen · F. Garibay · DJ White Shadow | 4:21    |  |
| 2.                       | "Judas" (DJ White Shadow Remix)                | Lady Gaga · RedOne · DJ White Shadow**                | 4:07    |  |
| 3.                       | "Marry the Night" (Zedd remix)                 | Lady Gaga · F. Garibay · Zedd**                       | 4:20    |  |
| 4.                       | "Scheiße" (DJ White Shadow Mugler)             | Lady Gaga · RedOne · DJ White Shadow**                | 9:35    |  |
| 5.                       | "Fashion of His Love" (Fernando Garibay Remix) | Lady Gaga · F. Garibay                                | 3:44    |  |
| Duração total:           | Duração total:                                 | Duração total:                                        | 23:28   |  |

| Versão especial: Disco 2 (Faixas bónus do do Japão) |                                           |                                                                       |         |  |
| N.º                                                 | Título                                    | Produtor(es)                                                          | Duração |  |
| 6.                                                  | "Born This Way" (Jost & Naaf Remix)       | Lady Gaga · J. Laursen · F. Garibay · DJ White Shadow · Jost & Naaf** | 5:58    |  |
| 7.                                                  | "Born This Way" (LLG vs. GLG Radio Remix) | Lady Gaga · J. Laursen · F. Garibay · DJ White Shadow · Guéna LG**    | 3:50    |  |
| Duração total:                                      | Duração total:                            | Duração total:                                                        | 32:38   |  |

* indica um co-produtor
** indica um remisturador

## Desempenho nas tabelas musicais
Born This Way tornou-se um enorme sucesso em todo o mundo, vendendo, até ao fim de 2011, mais de 5 773 100 cópias, além de ter se tornado também num êxito em mais de trinta países, e ter se posicionado entre as cinco melhores posições em quarenta e dois. Na sua primeira semana de lançamento, vendeu 2 024 500 cópias no mundo e 507 100 na sua segunda semana, tendo sido o disco mais vendido das semanas de 23 de Maio a 12 de Junho de 2011.

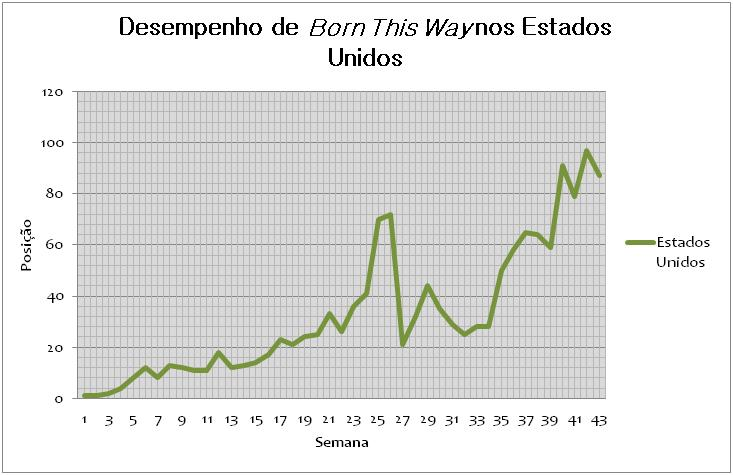
Trajecto de Born This Way nos Estados Unidos ao longo das suas primeiras 43 semanas na Billboard 200.

Nos EUA, as estimativas de vendas para a sua semana de estreia eram de 450 a 750 mil unidades físicas e digitais. Contudo, o álbum foi além das expectativas, estreando no número um da Billboard 200 com vendas aproximadas de 288 mil cópias no primeiro dia e 1 milhão e 108 mil cópias até ao fim da semana, tornando-se no primeiro de Gaga a atingir o número um naquele país, na venda mais alta para uma semana de estreia desde The Massacre de 50 Cent (1 milhão e 141 mil), no décimo sétimo álbum a vender mais de um milhão de cópias em uma semana e no oitavo a vender mais de um milhão de cópias na sua primeira semana de comercialização.. Gaga é a quinta mulher a vender um milhão de cópias em uma semana, após Whitney Houston, Britney Spears, Norah Jones, e Taylor Swift. O Amazon.com vendeu 440 mil cópias nos primeiros dois dias de lançamento a um preço de USD 0,99 (uma perda de mais de três mil dólares), algo que contribuiu para as suas 662 mil vendas digitais, a maior da história da Nielsen SoundScan até aquele momento. As vendas digitais ajudaram em 60% do total da primeira semana de vendas de Born This Way. Antes de estrear na Billboard 200, Born This Way estreou nas dez melhores posições da Dance/Electronic Albums. Na semana seguinte, saltou para a primeira posição, removendo The Fame do topo. Embora tenha vendido apenas 174 mil exemplares, uma baixa de 84,28% em vendas, o álbum manteve-se no número um da Billboard 200 na sua segunda semana. Digitalmente, teve uma baixa ainda maior de 94%, vendendo 38 mil exemplares. Na sua terceira semana foram vendidas 100 mil unidades, uma baixa de 42% nas vendas, sendo mandado ao número dois por 21 (2011) de Adele. Na semana seguinte vendeu 68 mil exemplares, caindo para o número quatro. Até Julho de 2011, Born This Way já havia vendido 1 milhão e 540 mil unidades nos EUA. Em Março de 2014, foi reportado que 2 milhões e 400 exemplares do disco já haviam sido comercializadas em território norte-americano. Na semana que terminou a 25 de Fevereiro de 2017, Born This Way fez uma ré-entrada no número 25 da Billboard 200 após Gaga ter se apresentado no evento Super Bowl dias antes, registando um acumulado de 17 mil unidades comercializadas.
"Sinto-me muito honrada por ter o maior volume de vendas durante a primeira semana em 2011 no Reino Unido. Escrevi o meu primeiro single em Manchester, porque ele foi inspirado pela confiança e pela coragem dos meus fãs. Para o Reino Unido, obrigado por acreditar em mim."
— O comentário de Gaga após vender 215 mil cópias no Reino Unido.
Na Europa, Born This Way estreou na primeira posição na Irlanda e na Suécia, e no número dois na Finlândia. De acordo com a Universal Music, Born This Way vendeu mais de trinta mil cópias nos seus primeiros dois dias de lançamento na Rússia. Na França, estreou no número um na tabela musical de álbuns, com mais de 55 050 cópias vendidas, das quais 48 251 foram físicas e 6 808 foram digitais. Estas vendas digitais conseguiram bater o melhor recorde de vendas em uma semana desde The Resistance dos Muse, que vendera 6 mil cópias digitais em 2009. No Reino Unido, o disco estreou na primeira posição depois de atingir 215 639 cópias vendidas, o que fez dele o álbum mais vendido na sua primeira semana de comercialização do ano. Naquela semana, a obra vendeu mais do que o total combinado do resto dos álbuns entre as dez melhores colocações e marcou a melhor primeira semana da Itália por qualquer álbum de uma artista a solo feminina norte-americana desde Confessions on a Dance Floor de Madonna, que vendera 217 610 unidades. Na sua segunda semana no Reino Unido, o álbum continuou no número um, caindo para o terceiro lugar na semana seguinte, no qual permaneceu por duas semanas consecutivas. No entanto, de acordo com a edição de 2 de Julho de 2011, que é equivalente à sua quinta semana na lista dos álbuns lançados pela The Official Charts Company (OCC), Born This Way subiu de volta ao número um com mais de 47 183 cópias vendidas, removendo Progress dos Take That. Em Setembro de 2014, foi reportado que 986 847 unidades do disco já haviam sido comercializadas em território britânico.
Na sua primeira semana de comercialiação no Japão, 184 mil unidades de Born This Way foram vendidas, garantindo ao álbum uma estreia no primeiro posto da na Oricon. Após alcançar a marca dos 500 mil exemplares, recebendo o certificado de platinapor duas vezes pela Recording Industry Association of Japan (RIAJ). Ao estrear no primeiro lugar das tabelas de álbuns, o álbum tornou-se no segundo consecutivo da cantora a alcançar o primeiro posto em ambas Austrália e Nova Zelândia, após The Fame Monster. Devido ao seu sucesso, rapidamente recebeu o certificado de disco de platina nos dois países.
Troy Carter, gerente de Gaga, revelou a 20 de Setembro de 2011 que as vendas mundiais do disco superavam a marca dos 8 milhões de cópias, uma figura que tem sido amplamente relatada na média, mesmo não tendo uma confirmação. Outras fontes alegaram que as vendas provavelmente encontravam-se na região dos 5,4 e os 5,7 milhões de cópias, com embarques de cerca de 8 milhões de unidades. Isto conduziu Melinda Newman, do HitFix, a sugerir que o álbum era "uma bomba rapidamente afundando". No relatório anual "Recording Industry in Numbers" de 2012 da Federação Internacional da Indústria Fonográfica, o selo da cantora recusou-se a fornecer o número de vendas do álbum. Born This Way foi o segundo álbum mais vendido do mundo em 2011, perdendo apenas para 21. Com 2 milhões e 101 mil unidades, foi o terceiro mais vendido nos Estados Unidos, perdendo para os 2 milhões e 452 mil de Christmas de Michael Bublé, e para os 5 milhões e 824 mil de 21.

### Posições
| País — Tabela musical (2011)                              | Posição de pico |
| --------------------------------------------------------- | --------------- |
| Alemanha — Offizielle Top 100 (GfK)                       | 1               |
| Austrália — Top 50 Albums (ARIA Charts)                   | 1               |
| Áustria — Albums Top 75 (Ö3 Austria)                      | 1               |
| Bélgica (Flandres) — Albums Top 200 (Ultratop)            | 1               |
| Bélgica (Valónia) — Albums Top 200 (Ultratop)             | 1               |
| Brasil — Top Álbuns (PMB)                                 | 2               |
| Canadá — Albums Chart (Billboard)                         | 1               |
| Coreia do Sul — International Albums Chart (Circle Chart) | 1               |
| Coreia do Sul — Albums Chart (Circle Chart)               | 37              |
| Croácia — Top 40 Foreign Albums (HUD)                     | 1               |
| Dinamarca — Album Top-40 (Hitlisten)                      | 1               |
| Escócia — Albums Chart (OCC)                              | 1               |
| Eslovénia — Album Chart (IFPI)                            | 1               |
| Espanha — Top 100 Albumes (PROMUSICAE)                    | 2               |
| Estados Unidos — Billboard 200                            | 1               |
| Estados Unidos — Dance/Electronic Albums (Billboard)      | 1               |
| Finlândia — Albums Top 50 (Musiikkituottajat)             | 2               |
| França — Albums Top 150 (SNEP)                            | 1               |
| Grécia — Album Chart (ΕΕΠΗ)                               | 1               |
| Hungria — Album Top 40 (MAHASZ)                           | 1               |
| Irlanda — Albums Chart Top 50 (IRMA)                      | 1               |
| Itália — Albums Top 100 (FIMI)                            | 1               |
| Japão — Albums Chart (Oricon)                             | 1               |
| México — Top 100 (AMPROFON)                               | 1               |
| Noruega — Albums Top 40 (VG-lista)                        | 1               |
| Nova Zelândia — Top 40 Albums (RMNZ)                      | 1               |
| Países Baixos — Album Top 100 (MegaCharts)                | 5               |
| Polónia — Oficjalna Lista Sprzedaży (ZPAV)                | 3               |
| Portugal — Albums Top 30 (AFP)                            | 1               |
| República Checa — Top 100 Albums (IFPI)                   | 1               |
| Rússia — Top 100 Albums (Tophit)                          | 1               |
| Suécia — Albums Top 60 (Sverigetopplistan)                | 1               |
| Suíça — Albums Top 100 (Schweizer Hitparade)              | 1               |
| Taiwan — Western Albums Chart (G-Music)                   | 1               |
| Reino Unido — Albums Top 100 (OCC)                        | 1               |

| País — Tabela musical (2011)                         | Posição |
| ---------------------------------------------------- | ------- |
| Alemanha — Offizielle Top 100 (GfK)                  | 17      |
| Austrália — Top 50 Albums (ARIA Charts)              | 6       |
| Áustria — Albums Top 75 (Ö3 Austria)                 | 15      |
| Bélgica (Flandres) — Albums Top 200 (Ultratop)       | 23      |
| Bélgica (Valónia) — Albums Top 200 (Ultratop)        | 13      |
| Canadá — Albums Chart (Billboard)                    | 3       |
| Dinamarca — Album Top-40 (Hitlisten)                 | 38      |
| Espanha — Top 100 Albumes (PROMUSICAE)               | 23      |
| Estados Unidos — Billboard 200                       | 3       |
| Estados Unidos — Dance/Electronic Albums (Billboard) | 1       |
| Finlândia — Albums Top 50 (Musiikkituottajat)        | 5       |
| França — Albums Top 150 (SNEP)                       | 18      |
| Irlanda — Albums Chart Top 50 (IRMA)                 | 17      |
| Itália — Albums Top 100 (FIMI)                       | 21      |
| Japão — Albums Chart (Oricon)                        | 4       |
| México — Top 100 (AMPROFON)                          | 13      |
| Nova Zelândia — Top 40 Albums (RMNZ)                 | 3       |
| Países Baixos — Album Top 100 (MegaCharts)           | 40      |
| Polónia — Oficjalna Lista Sprzedaży (ZPAV)           | 33      |
| Reino Unido — Albums Top 100 (OCC)                   | 7       |
| Suécia — Albums Top 60 (Sverigetopplistan)           | 14      |
| Suíça — Albums Top 100 (Schweizer Hitparade)         | 10      |
| País — Tabela musical (2012)                         | Posição |
| Austrália — Top 50 Dance Albums (ARIA Charts)        | 16      |
| Estados Unidos — Billboard 200                       | 85      |
| Estados Unidos — Dance/Electronic Albums (Billboard) | 4       |

### Vendas e certificações
| Região — Associação (Vendas)        | Certificação |
| ----------------------------------- | ------------ |
| Alemanha — BVMI (200 mil)           | Platina      |
| Austrália — ARIA (140 mil)          | 2× Platina   |
| Bélgica — BEA (30 mil)              | Platina      |
| Brasil — PMB (100 mil)              | 2× Platina   |
| Canadá — Music Canada (240 mil)     | 4× Platina   |
| Dinamarca — IFPI (20 mil)           | Ouro         |
| Espanha — PROMUSICAE (30 mil)       | Ouro         |
| Estados Unidos — RIAA (2,4 milhões) | 2× Platina   |
| Filipinas — PARI (45 mil)           | 3× Platina   |

| Região — Associação (Vendas)           | Certificação |
| -------------------------------------- | ------------ |
| Finlândia — Musiikkituottajat (20 mil) | Ouro         |
| França — SNEP (108 mil)                | 2× Platina   |
| Hungria — MAHASZ (3 mil)               | Ouro         |
| Índia — IMI (8 mil)                    | Ouro         |
| Indonésia — ASIRI (10 mil)             | Ouro         |
| Irlanda — IRMA (30 mil)                | 2× Platina   |
| Itália — FIMI (30 mil)                 | Platina      |
| Japão — RIAJ (658 554)                 | 3× Platina   |
| México — AMPROFON (60 mil)             | Platina      |

| Região — Associação (Vendas)     | Certificação |
| -------------------------------- | ------------ |
| Nova Zelândia — RMNZ (15 mil)    | Platina      |
| Polónia — ZPAV (90 mil)          | Platina      |
| Reino Unido — BPI (986 847)      | 3× Platina   |
| Roménia — IFPI (60 mil)          | 3× Platina   |
| Rússia — 2M (40 mil)             | 4× Platina   |
| Taiwan — IFPI (100 mil)          | 10× Platina  |
| Suécia — IFPI (40 mil)           | Platina      |
| Suíça — IFPI (30 mil)            | Platina      |
| União Europeia — IFPI (1 milhão) | Platina      |

## Equipe e colaboradores
Todo o processo de elaboração do álbum atribuem os seguintes créditos pessoais:
| - Andy Abad – requinto; - Christina Abaroa – copista, bibliotecário, preparação de música; - Al Carlson – assistente; - Cheche Alara – arranjo, compositor, instrumentação; - Jorge Alavrez – vocais (de fundo); - Stephanie Amaro – guitarra; - Gretchen Anderson – produtor; - Paul Blair – guitarra; - Bobby Campbell – marketing - Troy Carter - gestão; - Clarence Clemons – saxofone; - Kareem Devlin – guitarra; - DJ Snake – baixo, bateria, teclados, produtor; - DJ White Shadow – compositor, programação de bateria, teclado, produtor; - Lisa Einhorn-Gilder – coordenação de produção; - Nicola Formichetti – criação; - Fernando Garibay – arranjo, vocais de fundo, compositor, engenheiro, guitarra, instrumentação, teclados, director musical, produtor, programação; - Val Garland – maquiagem; - Brian Gaynor – baixo, teclados; - Kamau Georges – programação; | - Laurieann Gibson – criação; - David Gomez – vocais (de fundo); - Suemy Gonzalez – violino; - Gene Grimaldi – masterização; - Vincent Herbert – A&R, produtor executivo; - Julio Hernandez – violino; - Mario Hernandez – guitarron, vihuela; - Peter Hutchings – assistente; - Dyana Kass – marketing; - Harry Kim – trompete; - Ken Knapstad – assistente; - Nick Knight – criação, fotografia; - Phillip Knight – assistente; - Lady Gaga – arranjo, compositora, instrumentação, teclados, directora musical, produtor, vocais; - Robert John "Mutt" Lange – vocais de fundo, produtor; - Jeppe Laursen – compositora, produtora; - Brian Lee – vocais de fundo; - Bill Malina – engenheiro; - Brandon Maxwell – estilista; - Brian May – guitarra; - Sam McKnight – estilista de cabelo; - Eric Morris – assistente; | - Wendi Morris – gestão; - Carlos Murguía – vocais (de fundo); - Trevor Muzzy – engenheiro, guitarra, mistura, edição vocal; - Jennifer Paola – A&R; - Paul Pavao – assistente; - Kevin Porter – assistente; - Jordan Power – assistente; - RedOne – vocais de fundo, compositor, engenheiro, instrumentação, produtor, programação, arranjo vocal, vocal, edição vocal; - Olle Romo – engenheiro, programação; - Dave Russell – engenheiro, mistura; - Rafa Sardina – engenheiro, mistura; - Justin Shirley-Smith – engenheiro de mistura; - Amanda Silverman – publicidade; - Clinton Sparks – teclados, produtor; - George Tandero – assistente; - Todd Tourso – criação; - Anna Trevelyan – estilista; - Peter Van Der Veen – vocais de fundo; - Horace Ward – engenheiro; - Tom Ware – engenheiro; - Kenta Yonesaka – assistente. |